# Списък с награди и номинации на Изгубени
„Изгубени“ е американски драматичен сериал, излъчен за пръв път по ABC от 22 септември 2004 г. до 23 май 2010 г. Номиран е за редица награди, включително 54 Еми-та (единайсет победи), 48 награди Сатурн (тринайсет победи), 33 награди Teen Choice, дванайсет награди Golden Reel (пет победи), осем награди Сателит (една победа), седем Златни глобуса (една победа), шест на Гилдията на сценаристите на Америка (една победа), пет на Гилдията на режисьорите на Америка, две награди NAACP Image (една победа), две на Гилдията на телевизионните актьори (една победа) и една БАФТА. Между победите на сериала са Еми за Най-добър драматичен сериал, Златен глобус за Най-добър сериал – Драма, награда на Гилдията на телевизионните актьори за Най-добро представяне на състав в драматичен сериал и награда Peabody.
Сериалът има ансамблов състав и няколко от актьорите са получават номинации за играта си. Тери О'Куин и Майкъл Емерсън са единствените, които печелят Еми-та, докато Матю Фокс е номиниран за осемнайсет индивидуални награди (от които печели три), най-много от всички членове на състава, а Еванджелин Лили е втора с петнайсет номинации. Първият епизод, озаглавен „Pilot“, е най-номинираният епизод на поредицата, получавайки номинации за петнайсет различни награди, от които печели шест, включително четири Еми-та. „Through the Looking Glass“ е вторият най-номиниран и бива номиниран девет пъти. „The End“ получава най-много номинации за Еми с общо осем, спечелвайки една. „Изгубени“ е номиниран за над 200 награди и печели 57.

## Награди Еми за праймтайм
| Година | Категория                                       | Номиниран(и) | Епизод                          | Резултат  |
| ------ | ----------------------------------------------- | --- | ------------------------------- | --------- |
| 2005   | Най-добра режисура за драматичен сериал         | Джей Джей Ейбрамс | „Pilot“                         | Победа    |
| 2005   | Най-добър поддържащ актьор в драматичен сериал  | Тери О'Куин | „Walkabout“ и „The Moth“        | Номинация |
| 2005   | Най-добър поддържащ актьор в драматичен сериал  | Навийн Андрюс | „Solitary“ и „The Greater Good“ | Номинация |
| 2005   | Най-добър драматичен сериал                     | Джей Джей Ейбрамс, Деймън Линдълоф, Брайън Бърк, Карлтън Кюз, Джак Бендър, Дейвид Фюри, Джеси Алегзандър, Хавиер Грайло-Марксуак, Сара Каплан, Ленард Дик и Джийн Хигинс                                     | „Pilot“                         | Победа    |
| 2005   | Най-добър сценарий за драматичен сериал         | Джей Джей Ейбрамс, Деймън Линдълоф и Джефри Лийбър | „Pilot“                         | Номинация |
| 2005   | Най-добър сценарий за драматичен сериал         | Дейвид Фюри | „Walkabout“                     | Номинация |
| 2006   | Най-добра режисура за драмтичен сериал          | Джак Бендър | „Live Together, Die Alone“      | Номинация |
| 2006   | Най-добър гостуващ актьор в драмтичен сериал    | Хенри Йън Кюзик | „Live Together, Die Alone“      | Номинация |
| 2006   | Най-добър сценарий за драматичен сериал         | Деймън Линдълоф и Карлтън Кюз | „The 23rd Psalm“                | Номинация |
| 2007   | Най-добра режисура за драматичен сериал         | Джак Бендър | „Through the Looking Glass“     | Номинация |
| 2007   | Най-добър поддържащ актьор в драматичен сериал  | Тери О'Куин | „The Man From Tallahassee“      | Победа    |
| 2007   | Най-добър поддържащ актьор в драматичен сериал  | Майкъл Емерсън | „The Man Behind the Curtain“    | Номинация |
| 2007   | Най-добър сценарий за драматичен сериал         | Деймън Линдълоф и Карлтън Кюз | „Through the Looking Glass“     | Номинация |
| 2008   | Най-добър драматичен сериал                     | Джей Джей Ейбрамс, Деймън Линдълоф, Карлтън Кюз, Брайън Бърк, Джак Бендър, Едуард Китсис, Рауф Гласгоу, Адам Хороуиц, Дрю Годард, Стивън Уилямс, Джийн Хигинс, Елизабет Сарноф и Пат Чърчил                  | „The Constant“                  | Номинация |
| 2008   | Най-добър поддържащ актьор в драматичен сериал  | Майкъл Емерсън | „The Shape of Things to Come“   | Номинация |
| 2009   | Най-добър драматичен сериал                     | Джей Джей Ейбрамс, Джак Бендър, Брайън Бърк, Карлтън Кюз, Рауф Гласгоу, Адам Хороуиц, Едуард Китсис, Деймън Линдълоф, Джийн Хигинс, Елизабет Сарноф, Стивън Уилямс, Пол Збизевски, Пат Чърчил и Брайън Воуан |                                 | Номинация |
| 2009   | Най-добър поддържащ актьор в драматичен сериал  | Майкъл Емерсън | „Dead Is Dead“                  | Победа    |
| 2009   | Най-добър сценарий за драматичен сериал         | Деймън Линдълоф и Карлтън Кюз | „The Incident“                  | Номинация |
| 2010   | Най-добър драматичен сериал                     | Деймън Линдълоф, Джей Джей Ейбрамс, Карлтън Кюз, Едуард Китсис, Рауф Гласгоу, Адам Хороуиц, Елизабет Сарноф, Джак Бендър, Брайън Бърк, Джийн Хигинс, Пол Збизевски и Мелинда Су Тейлър                       |                                 | Номинация |
| 2010   | Най-добър актьор в драматичен сериал            | Матю Фокс | „The End“                       | Номинация |
| 2010   | Най-добър поддържащ актьор в драматичен сериал  | Тери О'Куин | „The Substitute“                | Номинация |
| 2010   | Най-добър поддържащ актьор в драматичен сериал  | Майкъл Емерсън | „Dr. Linus“                     | Номинация |
| 2010   | Най-добра гостуваща актриса в драматичен сериал | Елизабет Мичъл | „The End“                       | Номинация |
| 2010   | Най-добра режисура за драматичен сериал         | Джак Бендър | „The End“                       | Номинация |
| 2010   | Най-добър сценарий за драматичен сериал         | Деймън Линдълоф и Карлтън Кюз | „The End“                       | Номинация |